# Tibetaanse zelfverbrandingen
Vanaf 2009 vonden er geregeld zelfverbrandingen door Tibetanen plaats, hoofdzakelijk in Tibet zelf, maar ook daarbuiten. Vanaf maart 2011 staken Tibetanen – zowel boeddhistische monniken en nonnen alsook niet-geestelijken – zichzelf stelselmatig in brand, veelal met dodelijke afloop. Begin 2025 waren 127 van hen overleden.
Het merendeel van de zelfverbranders is tussen de 16 en 40 jaar oud. Het overgrote deel van de zelfverbrandingen vindt plaats in de provincies Sichuan, de Autonome Tibetaanse & Qiang prefectuur Ngawa (in de voormalige Tibetaanse provincie Amdo, waar een Kirtiklooster staat) en in de Autonome Tibetaanse Prefectuur Garzê (in de voormalige Tibetaanse provincie Kham). Andere gevallen hebben zich voorgedaan in Chamdo (in de Tibetaanse Autonome Regio), in de autonome Tibetaanse prefectuur Golog (in Qinghai) en voor de Chinese ambassade in New Delhi.

## Achtergrond
Volgens de Tibetaanse regering in ballingschap vragen de zelfverbranders door middel van hun acties om de hernieuwde autonomie van Tibet en de terugkeer van de veertiende dalai lama, Tenzin Gyatso.
Omdat de Chinese autoriteiten geen buitenlandse media ter plekke toelaten en de Chinese regering wat dit betreft een volledige mediablack-out heeft opgelegd, is er vooralsnog weinig tot geen informatie voorhanden over de precieze toedracht van al deze zelfverbrandingen en de manifestaties eromheen.

### 2008: demonstraties in Ngaba

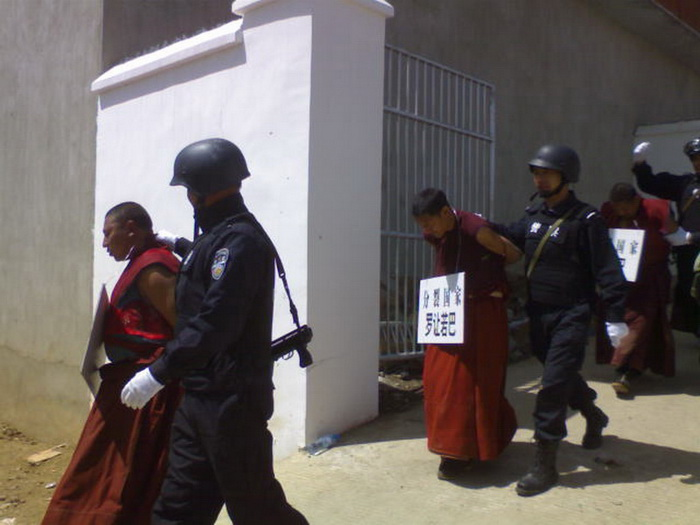
Gearresteerde Tibetaanse monniken met een bord om hun hals, april 2008.

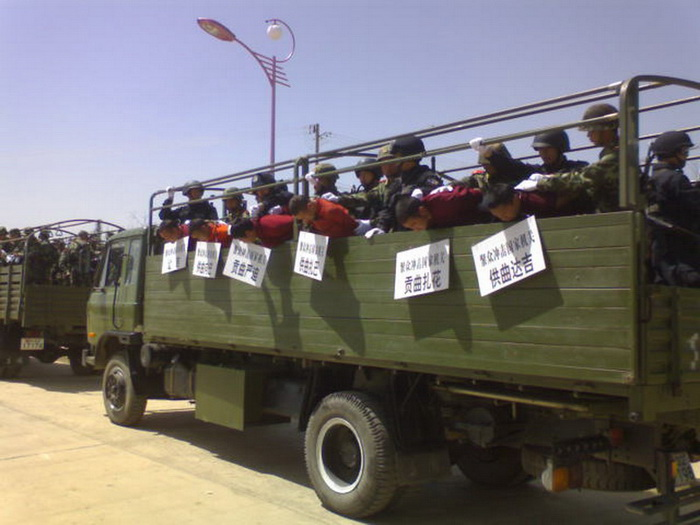
Tibetaanse monniken en leken gearresteerd in Ngaba, april 2008.

Bruno Philip – journalist voor Le Monde – meldt dat op 16 maart 2008 in Xiahe de eerste grote demonstraties plaatsvonden in het district Ngaba (ook bekend als Ngawa of Xian d' Aba). Deze demonstraties waren op touw gezet door monniken van het Kirtiklooster en met name gericht tegen de plaatselijke regering. Uiteindelijk raakten er enkele duizenden personen bij betrokken. Volgens de verschillende getuigenverklaringen en bronnen zijn er die dag tussen de 8 en de 20/30 demonstranten gedood en enkele honderden geestelijken gearresteerd. Het Tibetaans centrum voor mensenrechten en democratie (TCHRD) stelde dat er naar willekeur op Tibetaanse vredesdemonstranten was geschoten.
Volgens journalist Warren W. Smith zwaaiden de demonstrerende monniken op 16 maart 2008 met Tibetaanse vlaggen en riepen zij daarbij om vrijheid, onafhankelijkheid en de terugkeer van de dalai lama. Leken voegden zich bij hen, waarna de demonstrerenden gezamenlijk vierentwintig winkels en eenentachtig voertuigen in brand staken. Volgens getuigenverklaringen van de plaatselijke Tibetaanse bevolking werden er die dag in Ngaba 18 Tibetanen gedood door Chinese veiligheidstroepen. Ze stuurden foto's naar de internationale pers, desondanks werden deze geruchten door China ontkend.
In september 2008 meldde de NGO Free Tibet Campaign dat er 50 monniken van ditzelfde Kirtiklooster door de Chinese gewapende politie waren mishandeld.

## Zelfverbrandingen

### 2009
Voor zover bekend deed het eerste geval van zelfverbranding zich voor op 27 februari 2009. De uit het Kirti-klooster afkomstige monnik Tapey overgoot zichzelf met benzine en stak zichzelf in brand. De rechtstreekse aanleiding vormde het feit dat de gebruikelijke jaarlijkse festiviteiten rondom Mönlam door de officiële instanties waren verboden. Volgens International Campaign for Tibet en Students for a Free Tibet zou de Gewapende Volkspolitie enkele malen op Tapey hebben geschoten toen deze al in brand stond, maar Persbureau Xinhua verklaarde dat dit een hoax was, afkomstig van een andere Tibetaanse monnik. Op een op internet gepubliceerde foto is te zien hoe Tapey wordt omringd door gewapende politiemensen. Volgens TCHRD zou Tapey zijn gevraagd om zijn benen te laten amputeren, zodat niet meer bewezen kon worden dat er op hem was geschoten.

### 2011

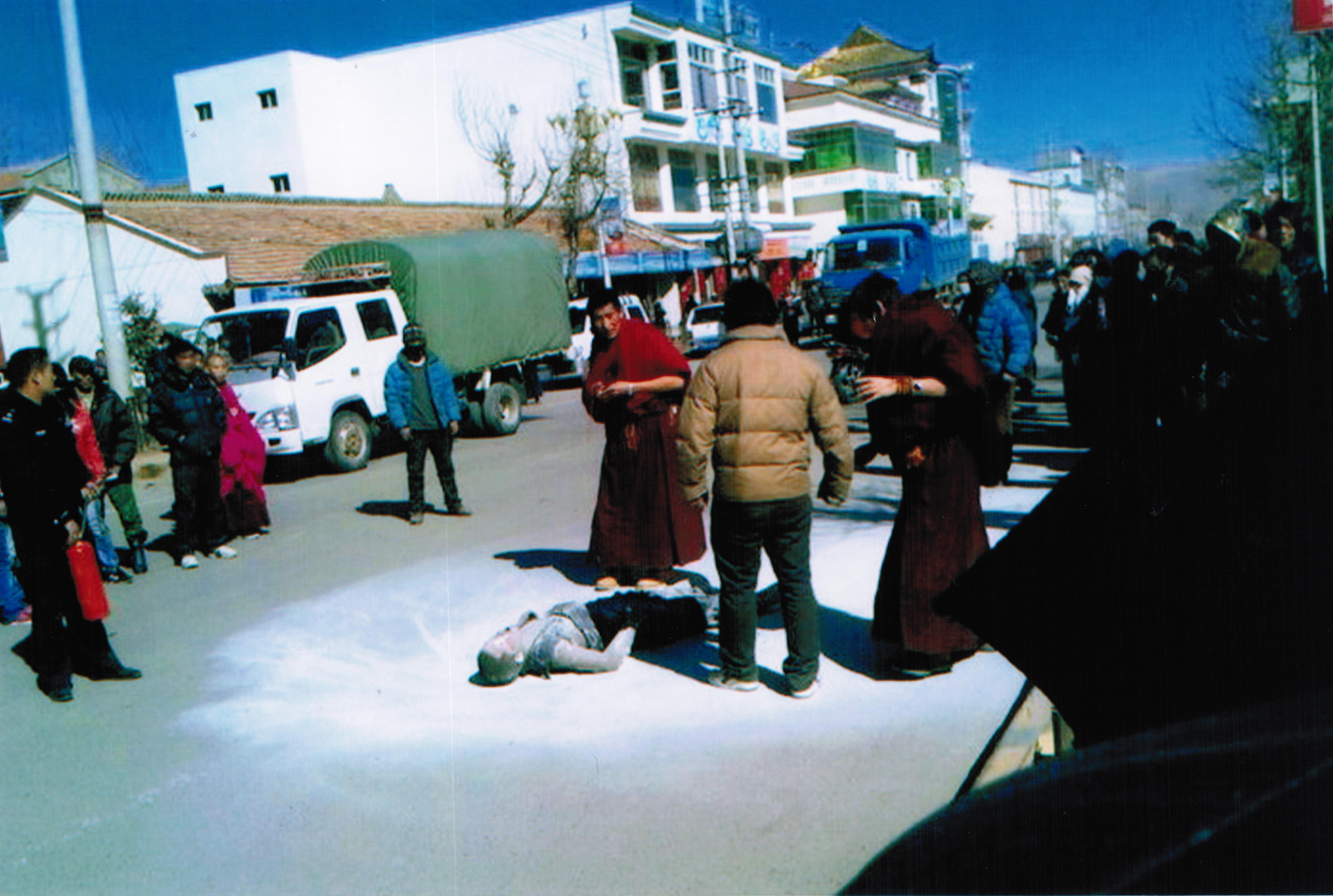
Tibetanen staan om het lichaam van Phuntsog heen.

In 2011 hebben in totaal 12 Tibetanen zichzelf in brand gestoken.

#### Maart
Nadat de jonge monnik Rigzen Phuntsok zichzelf op 16 maart 2011 met benzine – die hij avond de ervoor had gekocht – had overgoten en in brand had gestoken – om te protesteren tegen de "Chinese bezetting en onderdrukking" –, omsingelden meer dan duizend politieagenten het Kirtiklooster. Zij wilden de 2500 monniken die er verbleven een "les in patriottisme" te geven. Monniken die weigerden hieraan mee te werken werden geslagen en verdwenen vervolgens naar een onbekende bestemming. Volgens Tsering Woeser dreigde het klooster te worden vernietigd. Phuntsok werd de rest van die dag door zijn collega's in het Kirtiklooster gehouden en de volgende ochtend naar het ziekenhuis overgebracht, waar hij diezelfde dag overleed. Volgens Tibetaanse bronnen zou hij – terwijl hij al in brand stond – nog door politieagenten zijn geschopt, hetgeen zijn dood zou hebben bespoedigd, maar volgens de leiding van het ziekenhuis bevatte zijn lichaam geen schotwonden of sporen van scherpe of botte voorwerpen. De Chinese regering sprak van een "zorgvuldig georganiseerde criminele daad, bedoeld om problemen uit te lokken". Naar aanleiding van het gebeuren werden verschillende monniken uit het Kirtiklooster gearresteerd.

#### Augustus
In augustus werden 3 monniken veroordeeld tot lange gevangenisstraffen nadat ze ervan waren beschuldigd Phuntsok te hebben geholpen bij zijn zelfmoord.
In Daofu stak op 15 augustus de 29-jarige Tsewang Norbu uit het Nyitso-klooster zichzelf in brand. Volgens getuigenverklaringen zou hij vooraf benzine hebben gedronken en zich ermee hebben overgoten. Hij zou nog enkele leuzen hebben geroepen zoals "Laat de dalai lama terugkeren naar Tibet" en na zijn daad ter plekke zijn overleden. Volgens Persbureau Xinhua was de "reden onduidelijk".

#### September
Op 26 september staken twee 18-jarige monniken van het Kirti-klooster, Lobsang Kelsang en Lobsang Kunchok, zichzelf in brand terwijl ze "lang leve de dalai lama" riepen en godsdienstvrijheid eisten. Hun levens konden worden gered.

#### Oktober
Op 3 oktober stak de 17-jarige Kelsang Wangchuk van het Kirti-klooster zichzelf in brand. Volgens getuigen had hij een foto van de dalai lama bij zich, iets wat in China is verboden.
Op 7 oktober staken nog twee monniken van het Kirti-klooster zichzelf in brand, Choephel et Khayang. Zij overleden allebei.
Op 15 oktober stak de 19-jarige Norbu Dathul van het Kirti-klooster zichzelf in brand. Hij overleed op 5 januari 2012 in een Chinees militair hospitaal.
Op 17 oktober stak in Ngaba de 20-jarige Tenzin Wangmo, een non uit het klooster Dechen Choekor Ling, zichzelf in brand en overleed. Zij was de eerste vrouw die meedeed aan de reeks zelfverbrandingen sinds maart 2011. Net als degenen die haar voorgingen zou zij hebben geroepen om godsdienstvrijheid voor de Tibetanen en de terugkeer van de dalai lama. Volgens de Franse journalist Arnaud de La Grange waren een dag eerder in hetzelfde dorp twee Tibetanen tijdens een demonstratie neergeschoten door de Chinese politie.
Op 25 oktober stak de 38-jarige Dawa Tsering van het Garzê-klooster zichzelf in brand. In vlammen staand zou hij hebben geroepen om de terugkeer van de dalai lama en de hereniging van het Tibetaanse volk. Nadat Chinees veiligheidspersoneel dat in het klooster aanwezig was de vlammen had gedoofd, zou Tsering volgens sommige bronnen iedere medische behandeling hebben geweigerd. Volgens andere bronnen werd Tsering in eerste instantie naar een ziekenhuis overgebracht, waarna andere monniken hem weer terugbrachten naar het klooster voordat hij gearresteerd zou worden.

#### November
Op 3 november stak de 35-jarige non Palden Choetso (ook wel bekend onder de namen Choesang en Qiu Xiang) van het Gaden Choeling klooster zichzelf in brand. Ze overleefde het niet.
Een ander geval deed zich begin november voor in New Delhi, waar een verbannen Tibetaan – de 25-jarige Sherab Tsedor – zichzelf voor het gebouw van de Chinese ambassade onder het roepen van leuzen in brand probeerde te steken. Hij liep alleen lichte brandwonden aan zijn benen op, waarna hij werd overmeesterd en door de politie afgevoerd. Dit incident werd wel gezien als een rechtstreekse voortzetting van de serie zelfverbrandingen uit protest tegen de Chinese onderdrukking.

#### December
Op 1 december stak de 46-jarige Tenzin Phuntsok, een voormalige monnik van het klooster Karma Gön, zichzelf in brand. Hij overleed enkele dagen later in het ziekenhuis van Chamdo.

### 2012

#### Januari
In januari 2012 staken binnen twee weken tijd vier Tibetanen – onder wie twee monniken – zichzelf in brand. Op 6 januari staken Tsultrim en Tenyi – twee mannen van ca. 20 jaar – zichzelf in brand in de nabijheid van het Kirtiklooster; beiden overleden zeer korte tijd later.
Op 8 januari stak de 42-jarige Sonam Wangyal, ook bekend als Sopa Rinpoche of Soba Jugu, zichzelf in brand in het centrum van Dalag, in de autonome prefectuur Golog. Terwijl hij in brand stond zou hij nog met pamfletten hebben gegooid en op een heuvel zijn geklommen.
Op 14 januari stak de 22-jarige Losang Jamyang – die als kind in het Anduklooster had gewoond – zichzelf in brand in het district Aba.

#### Februari
In februari 2012 vonden er acht zelfverbrandingen door Tibetanen plaats. Op 3 februari staken 3 Tibetanen zichzelf in brand in het dorp Phuhu, in de provincie Sechua. Een van hen overleed.
De Britse schrijfster, journaliste en activiste Kate Saunders, tevens woordvoerster van ICT, maakte op 8 februari melding van een man die eruitzag als een monnik en zichzelf voor een basisschool in Aba in brand probeerde te steken. Hij werd gearresteerd. Hiermee kwam het totaal aantal gevallen sinds maart 2011 van zelfverbranding door Tibetanen of pogingen daartoe op 20. De 19-jarige Rigzin Dorje overleed op 21 februari in een Chinees militair ziekenhuis. Zijn lichaam is naar verluidt niet aan zijn familie teruggegeven maar gecremeerd, echter zonder dat daarbij de traditionele boeddhistische rituelen zijn gevolgd.
Op 11 februari stak een 18-jarige non genaamd Tenzin Choedron - afkomstig uit hetzelfde klooster als Tenzin Wangmo - zichzelf in brand terwijl ze leuzen van protest tegen de Chinese regering riep. Ze overleed twee dagen later.
Op 13 februari stak in een van de hoofdstraten van Ngaba opnieuw een monnik van het Kirtiklooster zichzelf in brand, de 19-jarige Losang Gyatso. Speciale politie-eenheden doofden het vuur en zouden Gyatso volgens ooggetuigen hebben geslagen alvorens hem af te voeren.
Op 17 februari stak de 38-jarige Dhamchoe Sangpo, een monnik uit het klooster Bongthak Ewam Tare Shedrup Dhargey Ling uit de regio Tsongon, zichzelf in brand en overleed.
Op 19 februari stak in Suchuan de 18-jarige Nangdrol zichzelf in brand en overleed. Zijn stoffelijk overschot is volgens ICT en Free Tibet overgedragen aan het plaatselijke klooster.

#### Maart
Begin maart volgden binnen enkele dagen tijd 3 nieuwe gevallen, elk met dodelijke afloop. Op 3 maart stak in Gansu de Tibetaanse studente Tsering Kyi (16 of 19 jaar, volgens de verschillende bronnen) zichzelf in brand en overleed. De 32-jarige Tibetaanse weduwe Rinchen, moeder van vier kinderen, stak zichzelf op 4 maart in brand voor de hoofdingang van het belegerde Kirtiklooster. Op 6 maart overleed in Aba de 18-jarige monnik Dorjee, nadat hij zichzelf al leuzen roepend in brand had gestoken.
Op 10 maart volgde de 18-jarige Gepey, een monnik uit het Kirtiklooster, die zichzelf in Aba in brand stak. Dit geval werd bevestigd door Radio Free Asia en Free Tibet, hoewel de politie ter plekke de berichten ontkende.
Op 14 maart stak in Rebkong de 38-jarige monnik Jamyang Palden - uit het klooster van Rong Gonchen - zichzelf in brand. Hij werd overgebracht naar het ziekenhuis, waarna hij terugkeerde naar het klooster. Tsering Woeser herhaalde naar aanleiding van dit incident haar oproep aan de Tibetanen om met de zelfverbrandingen te stoppen.
Op 16 maart - precies een jaar na de zelfverbranding van Phuntsog - stak de 20-jarige Lobsang Tsultrim uit het Kirtiklooster zichzelf in brand in Ngaba. Men slaagde erin het vuur te blussen, waarna hij door de politie werd afgevoerd. De monnik overleed drie dagen later in het ziekenhuis van Barkham, waarna zijn lichaam onmiddellijk werd gecremeerd.
Op 17 maart stak de 44-jarige boer Lobsang Tsultrim zichzelf in brand in Rongwo en overleed vrijwel meteen aan zijn verwondingen. Volgens ooggetuigen liep hij in vlammen staand nog door de straten, roepend om de terugkeer van de dalai lama.
Op 26 maart stak in New Delhi de 27-jarige Janphel Yeshi - die Tibet in 2006 was ontvlucht - zichzelf in brand, om te protesteren tegen een bezoek van president Hu Jintao aan de Indische hoofdstad. Hij overleed 2 dagen later.

#### April
In april staken - opnieuw in de prefectuur Aba - 2 20-jarige Tibetanen zichzelf in brand. Beiden overleden aan hun verwondingen.

#### Mei
Volgens het Persbureau Xinhua en Radio Free Asia hebben op 27 mei 2012 2 Tibetanen zichzelf in brand gestoken in Lhasa, de hoofdstad van de Tibetaanse autonome regio. Een van hen overleed, de ander raakte zwaargewond. Naar aanleiding hiervan werden meer dan 600 Tibetanen - onder meer pelgrims uit Kham en Amdo - in Lhasa door de Chinese politie gearresteerd. Op 30 mei stak volgens Amnesty International een 35-jarige Tibetaanse vrouw genaamd Rikyo, moeder van drie kinderen, zichzelf in brand in Dzamthang (Aba).

#### Juni
Op 15 juni stak in Xian de Jainca (provincie Qinghai) een Tibetaanse nomade van 50 à 60 jaar zichzelf in brand, waarna hij zwaargewond werd afgevoerd naar een ziekenhuis. Persbureau Xinhua bevestigde zijn dood. Zijn lichaam werd door de Chinese autoriteiten aan de Tibetaanse bevolking teruggegeven, op aandringen van enkele honderden Tibetanen.

#### Juli
Volgens Radio Free Asia stak op 7 juli in Damshung een Tibetaan van in de 20 zichzelf in brand voor het oude gemeentecentrum. In brand staand zou hij erin zijn geslaagd nog ongeveer 100 meter te lopen, al leuzen roepend. Hij werd eerst overgebracht naar het plaatselijke ziekenhuis en vervolgens naar het ziekenhuis van Lhasa, alwaar hij overleed.
Op 17 juli stak de 18-jarige monnik Lobsang Lozin zichzelf in brand terwijl hij naar het regeringsbureau liep. Hij overleed ter plekke. Naar aanleiding van het incident werd een contingent van gewapende politie naar de stad gestuurd, maar door de Tibetaanse bevolking tegengehouden.

#### Augustus
Op 6 augustus vond in Ngaba een nieuwe zelfverbranding plaats volgens berichten van Free Tibet. De zelfverbrander - de 21-jarige monnik Lobsang Tsultrim uit het Kirtiklooster - liep zware verwondingen op aan zijn bovenlichaam. Zijn huidige toestand is onbekend.
Op 7 augustus stak volgens berichten van Free Tibet bij het klooster van Tso (Kahnlo) de 26-jarige Dolkar Kyi zichzelf in brand, al roepend om de terugkeer van de dalai lama. Zij overleed vrijwel onmiddellijk.
Op 10 augustus stak een 24-jarige Tibetaanse nomade genaamd Chopa zichzelf in brand in de stad Maierma (Sichuan). Volgens de berichtgeving overleed Chopa kort voordat hij bij het ziekenhuis in Barkham aankwam, waarna zijn lichaam onmiddellijk werd gecremeerd.
Op 13 augustus staken in Aba de monnik Lungtok en de voormalige monnik Tashi - beiden vooraan in de twintig - zichzelf in brand. Lungtok overleed ter plekke, Tashi een dag later in het ziekenhuis. Volgens ooggetuigen was Tashi, terwijl hij al brandend en leuzen roepend door de straat liep, door Chinees veiligheidspersoneel geslagen. Na het incident volgden grootschalige protesten, waarop de gewapende politie werd ingezet. Volgens de berichten zou een van de Tibetaanse betogers door het veiligheidspersoneel zijn doodgeslagen.
Op 28 augustus staken, eveneens in Aba, de 18-jarige Lobsang Kalsang (monnik) en de 17-jarige Damchoe (oud-monnik en volgens Free Tibet de broer van een van de eerdere zelfverbranders) zichzelf in brand, nadat ze leuzen tegen de Chinese onderdrukking van Tibet hadden geroepen. Beiden overleden korte tijd later in het ziekenhuis.

#### September
Op 29 september stak in Qinghai een 27-jarige Tibetaan afkomstig uit het dorp Karma (Chamdo) zichzelf in brand. Hij overleed een dag later volgens Tibetaanse bronnen, terwijl Chinese bronnen dit tegenspraken. Deze zelfverbranding was naar verluidt een rechtstreekse reactie op het draaien van een Chinese propagandafilm.

#### Oktober
Op 4 oktober stak in Dreru de 43-jarige Gudrup, schrijver en dichter en oud-student van de Sherab Gatsel Lobling School in Dharamsala, zichzelf in brand en overleed, waarna de Chinese autoriteiten weigerden om Gudrups lichaam aan zijn familie te overhandigen.
Op 6 oktober stak in de Autonome Tibetaanse Prefectuur Gannan (provincie Gansu) de 27-jarige Sangay Gyatso - getrouwd en vader van 2 kinderen - zichzelf in brand vlak bij een stoepa van het Dorka-klooster, al roepend om de snelle terugkeer van de dalai-lama en om meer vrijheid van godsdienst en taal.
In de middag van 13 oktober stak in het dorp Tsoe (provincie Gansu) de 52-jarige Tamdrin Dorjee zichzelf in brand en overleed diezelfde dag. Dorjee was de grootvader van Lobsang Geleg Tenpe Khenchen (de 7e Gungthang Rinpoche) en de tweede religieuze leider van het klooster Labrang.
Op 20 oktober stak nabij een klooster in het dorpje Bhora (provincie Gansu) de 27-jarige Lhamo Kyeb zichzelf in brand.
Op 22 oktober stak nabij het klooster Labrang de 61-jarige monnik Sonam van het Drepungklooster zichzelf in brand. Hij overleed dezelfde dag in het ziekenhuis.
Op 23 oktober stak in Sangchu de 57-jarige Dorjee Rinchen zichzelf in brand en overleed ter plekke. De plaatselijke Tibetaanse bevolking weigerde zijn lichaam over te dragen aan de Chinese autoriteiten.
Op 25 oktober staken in het dorp Nagro Phampa (gelegen in Driru) de 20-jarige Tsepo en de 25-jarige Tenzin - een voormalig student van TCV Suja - zichzelf in brand.
Op 26 oktober staken - opnieuw in Sangchu - de 24-jarige Lhamo Tseten en de 21-jarige Tsephag Kyab zichzelf in brand. Beiden overleden dezelfde dag. Daarmee kwam het aantal nieuwe gevallen van Tibetaanse zelfverbrandingen binnen één week op 5.

#### November
In november 2012 staken in totaal 27 Tibetanen zichzelf in brand, een recordaantal voor een enkele maand.
Op 4 november stak de 25-jarige Dorje Lungdup, artiest en vader van twee kinderen, zichzelf in brand in de stad Tongren (provincie Qinghai) en overleed.
In de middag van 15 november vond er voor het eerst ook een Tibetaanse zelfverbranding in Europa plaats. De 38-jarige Brit Longsang Tunden – geboren als David Alain – stak zichzelf in brand in het Franse Labastide-Saint-Georges gelegen klooster Nalanda.
Op 26 november stak in het klooster Labrang de 23-jarige Gonpo Tsering, vader van 3 kinderen, zichzelf in brand.

### 2013

#### Januari
Op 12 januari stak volgens de berichten uit Tibet de 22-jarige Tsering Tashi, afkomstig uit Keyngang, zichzelf in brand in het centrum van Amchok (provincie Gansu) en overleed ter plekke.
Op 18 januari stak in het dorp Drachen de Tibetaan Tsering Phuntsok zichzelf in brand voor het Chinese politiebureau, waarna hij overleed. Hij liet een vrouw en twee kinderen na.
Op stak de 26-jarige Kunchok Kyab zichzelf in brand in de nabijheid van het Bora-klooster (Gansu). Free Tibet en Radio Free Asia bevestigden zijn dood. Hij liet een vrouw en een of twee kinderen achter.

#### Februari
Op de vroege ochtend van 3 februari stak in de streek Ngaba de 37-jarige Lobsang Namgyal uit het Kirtiklooster zichzelf in brand en overleed ter plekke, volgens de berichten in de nabijheid van het plaatselijke politiebureau in Zoege. Een paar maanden eerder was hij om onbekende redenen twee weken lang door de Chinese veiligheidsdienst vastgehouden, waarna de Chinese autoriteiten hem op de voet waren blijven volgen en hij niet meer in het Kirtiklooster kon terugkeren. Volgens sommige bronnen was dit het 100e geval sinds 2009 van de Tibetaanse zelfverbrandingen.
Op 13 februari stak in de stoepa van Bouddhanath (Kathmandu, Nepal) een Tibetaan zichzelf in brand in een restaurant. Volgens de Tibetaanse regering in ballingschap was dit het 100e geval van de Tibetaanse zelfverbrandingen sinds 2009.
Eveneens op 13 februari stak in Amchok de 26-jarige monnik Drugpa Khar, vader van 3 kinderen, zichzelf in brand en overleed.<(en) 
Op 17 februari stak in Labrang de 49-jarige Namlha Tsering, getrouwd en vader van 4 jongens, zichzelf in brand. Ook hij overleed.
Op 20 februari staken volgens ICT in Kyangtsa twee voormalige klasgenoten, de 17-jarige Rinchen en de 18-jarige Sonam Dargye, zichzelf in brand, waarna zij beiden overleden. Free Tibet bevestigde het bericht van hun dood.

### 2014
Er zijn elf zelfverbrandingen bekend.

### 2015
Op 11 april 2015 werd het 138e geval van zelfverbranding gemeld. Het betrof een non in de 40 die in het klooster in het Kardze-gebied in de provincie Sichuan leefde.

### 2016
Er zijn drie zelfverbrandingen bekend: in februari in Kardze, in maart in Ngawa, in december in Kardze.

### 2017
Er zijn zes zelfverbrandingen bekend: in maart en april in Kardze, in mei in Kanlho en Chentsa, in november en december.

### 2018
Er zijn drie zelfverbrandingen bekend in maart, november en december

### 2019
Er is een zelfverbranding bekend in november.

## Reacties

### Ongeregeldheden (januari 2012)
Op 23 januari 2012 - de eerste dag van het Chinese nieuwe jaar - opende de Chinese politie in de buurt van het Drango-klooster (in de Autonome Tibetaanse Prefectuur Garzê) het vuur op een groep Tibetaanse demonstranten. Hierbij viel volgens Free Tibet Campaign ten minste één dode onder de Tibetanen, naast enkele tientallen gewonden. Volgens de Franse krant Le Nouvel Observateur was er sprake van 6 Tibetaanse doden. De Chinese woordvoerder en minister van Buitenlandse Zaken Hong Lei meldde dat in de middag van 23 januari in het district Luhuo enkele tientallen personen van een separatistische Tibetaanse groepering enkele winkels, een politiebureau, twee politieauto's en twee ambulances hadden vernield. Enkelen van hen zouden gewapend zijn geweest met messen en stenen naar de politie hebben gegooid. Bij de confrontatie zou een van de Tibetaanse demonstranten gedood zijn en vier anderen gewond, terwijl er ook vijf politiemensen waren gewond. Op dezelfde dag werd in Luhuo ook het huis van een Tibetaanse taxichauffeur vernield en geplunderd, ook werd zijn taxi vernield. Dit zou zijn gedaan door andere Tibetanen, vanwege het feit dat hij de broer was van het hoofd van het politiebureau dat eerder die dag was aangevallen.
In Xian de Sêrtar (Seda/Serta/Serthar) vonden een dag later nieuwe en ernstigere gewelddadigheden plaats tussen de Chinese politie en Tibetaanse opstandelingen. Daarbij vielen ten minste twee doden volgens Free Tibet Campaign; Radio Free Asia sprak van vijf doodgeschoten en veertig zwaargewonde Tibetanen. Students for a Free Tibet gaf foto's vrij waarop te zien is dat de Chinese politie fysiek geweld gebruikt tegen ongewapende Tibetanen. De Tibetaanse opstandelingen zouden met molotovcocktails hebben gegooid en hebben geschoten op de Chinese politiemensen, van wie er 14 gewond waren geraakt. Ook vernielden de Tibetanen huizen die versierd waren vanwege het Lentefeest; dit werd uitgelegd als een poging om speciaal de Han-Chinezen te intimideren.

### Officiële Chinese instanties
Na een verklaring van de dalai lama in 2011 in Japan dat de zelfverbrandingen van dat jaar het gevolg waren van "het door China gevoerde beleid van culturele genocide", beschuldigde de Chinese woordvoerder Hong Lei op zijn beurt de dalai lama ervan de zelfmoordacties te verheerlijken en aan te moedigen en ze te gebruiken om het imago van de Chinese regering door het slijk te halen.
Op 24 januari 2012 verklaarde Hong Lei dat "de pogingen van separatistische pro-Tibetaanse groeperingen in het buitenland om de waarheid te verdraaien en de Chinese regering in diskrediet te brengen niet zullen slagen". Op 6 februari 2012 verklaarde Liu Weimin, woordvoerder van het Chinese Ministerie van Buitenlandse Zaken, dat "de Chinese regering elke poging om aan te zetten tot geweld en de nationale eenheid en de territoriale integriteit aan te tasten hoe dan ook zal onderdrukken."
Zhao Qizheng, woordvoerder van de Politieke Raadgevende Conferentie van het Chinese Volk, verklaarde begin maart 2012 tijdens een jaarlijkse bijeenkomst dat de dalai lama de zelfverbrandingen had aangemoedigd en toegejuicht. Hij benadrukte in dit verband het opmerkelijke feit dat zoveel buitenstaanders van tevoren goed op de hoogte waren van de tijdstippen en locaties van de zelfverbrandingen en dat ze zoveel camera's bij zich hadden. Hij beweerde zelfs dat sommigen de hulp voor de verbrande slachtoffers hadden tegengehouden. Verder voerde hij nog aan dat goede communicatie tussen China en India nodig zou zijn om de onrust in de Tibetaanse regio's tegen te gaan.
Li Changping, lid van de Chinese Communistische Partij voor Sichuan, benadrukte dat de zelfverbrandingen slechts in enkele kloosters plaatsvonden en de ontwikkeling naar stabiliteit binnen de Tibetaanse regio's dus niet konden belemmeren.
In februari 2012 verklaarde de Chinese premier Wen Jiabao dat China de cultuur, vrijheid en ecologie van Tibet volledig respecteerde en beschermde, dat de dalai lama zelf de Tibetanen tot oproer aanzette en dat de zelfverbrandingen regelrecht tegen het belang van Tibet en de Tibetaanse bevolking ingingen. Op 14 maart 2012 verklaarde Wen tijdens een algemene oproep tot staatshervorming diep te zijn aangedaan door de aanhoudende reeks zelfverbrandingen, maar benadrukte daarbij tevens dat Tibet een onvervreemdbaar deel van China is.

### Tibetaanse autoriteiten
Zowel de dalai lama in ballingschap als de 17e karmapa, Orgyen Trinley Dorje, hebben de Tibetanen opgeroepen om een eind te maken aan de zelfverbrandingen en er bij de Chinese autoriteiten op aangedrongen de precieze oorzaak van al deze incidenten te achterhalen. Tijdens een persconferentie op 7 november 2011 sprak de dalai lama van een "culturele genocide" die door China was veroorzaakt. Hij verklaarde daarnaast dat de zelfmoorden als zodanig in strijd waren met de Vijf Voorschriften van het boeddhisme en dat hij zelf een groot tegenstander was van geweld. Het NOS Journaal vroeg de dalai lama in 2012 naar zijn standpunt en waarom hij de monniken niet opriep ermee te stoppen. Hij antwoordde dat hij het ook niet meer wist: "De moed om je eigen leven te offeren, deze gigantische drama's, pijnlijke ervaringen... Ik zit hier in een vrij land. Dat is heel comfortabel. Moet ik dan zeggen: Jullie moeten dit niet doen? Dat is immoreel."
Lobsang Sangay, de Tibetaanse Eerste Minister, verklaarde in november 2011 tijdens een bezoek aan Frankrijk dat hij de zelfmoordacties weliswaar begreep maar ze niet aanmoedigde, omdat hij anders de kans liep door de Chinese autoriteiten te worden opgepakt en gemarteld. Hij probeerde naar eigen zeggen met zijn rondreis de Tibetanen in ballingschap een hart onder de riem te steken en riep hen tevens op om hun eigen levens te sparen.
Kirti Rinpoche, de leider in ballingschap van het Kirtiklooster, zou volgens The Jakarta Post de zelfverbrandingen impliciet hebben goedgekeurd door te zeggen dat "het geen daad van geweld is om je leven te offeren teneinde het boeddhistische geloof te verdedigen." Voor de Tom Lantos Human Rights Commission verklaarde hij echter de doden als gevolg van zelfverbranding te betreuren en te hopen dat zij die na zichzelf in brand te hebben gestoken nog in leven waren het zouden redden. Ook verklaarde hij alles te willen doen om de verstandhouding tussen de Chinezen en de Tibetanen te verbeteren en zou hij de Chinese regering verschillende keren vergeefs om toestemming hebben gevraagd af te reizen naar Tibet, om daar de mensen een hart onder de riem te steken. Volgens de Agence France-Presse heeft Rinpoche verklaard dat de manier waarop de Tibetaanse monniken van hun vrijheid worden beroofd in combinatie met de onderdrukking van hun cultuur en religie hen zo erg tot wanhoop heeft gedreven dat ze zelfmoord uiteindelijk de beste optie achtten.
Thubten Samphel, woordvoerder voor de Tibetaanse regering in ballingschap, verklaarde in oktober 2011 vanuit Dharamsala dat "wat de redenen van de zelfverbrandingen ook waren, het hoe dan ook een manifestatie was van groot ongeluk."
In maart 2012 verklaarde de Samdhong Rinpoche en voormalige Tibetaanse Eerste Minister, Lobsang Tenzin, tijdens een bezoek aan Frankrijk: "De Tibetanen hebben geen andere keuze dan zichzelf in brand te steken."
The Hindu berichtte volgens Stem van Rusland op 9 juli 2012 dat de dalai lama weigerde de zelfverbrandingen te veroordelen en met onverschilligheid zou hebben gereageerd op een van de nieuwe gevallen. De dalai lama benadrukte zelf dat het om "een erg ingewikkelde politieke kwestie" ging en verklaarde genoodzaakt te zijn een neutraal standpunt in te nemen. Dit betekende dat hij de zelfverbrandingen noch veroordeelde noch aanmoedigde; in het eerste geval zou hij de familieleden van de zelfverbranders zwaar teleurstellen, in het tweede geval verwachtte hij meteen problemen van Chinese zijde.

### Boeddhistische verantwoordelijken
De Chinese staatskrant People's Daily citeerde in november 2011 - naar aanleiding van het toenemend aantal zelfverbrandingen - Song Tendargye. Hij beschuldigde de verbannen monnik Kirti Rinpoché - zonder diens naam expliciet te noemen - ervan vanuit India de acties te hebben aangemoedigd, met het idee dat de zelfverbranders nationale helden en vrijheidsstrijders zijn.
De levende boeddha Gyalton heeft de zelfverbrandingen in het Kirtiklooster scherp veroordeeld. Hij noemde het een uiting van extremisme waardoor de ontwikkeling en principes van het Tibetaans boeddhisme ernstige schade werd toegebracht.

### Tibetologen
Ook Zhang Yun, een onderzoeker die is verbonden aan China Tibetology Research Center, ziet de zelfverbrandingen als een rechtstreekse inbreuk op de boeddhistische basisprincipes. Hij verklaart daarnaast dat er onder de gewone bevolking een diepe afkeer heerst ten aanzien van de zelfverbrandingen en degenen die deze acties steunen en aanmoedigen en dat er bovendien volgens hem sprake is van een overzees complot.
De Chinese tibetologe Hua Zi noemt de zelfverbrandingen "extreme acties van geweld en terrorisme" en noemt het betreurenswaardig en verontrustend dat de dalai lama zich er nooit tegen heeft uitgesproken, hoewel hij claimt een tegenstander van geweld te zijn. Ook verbaast zij zich erover dat er met betrekking tot de zelfverbrandingen door de Tibetanen in ballingschap zulke persoonlijke informatie is vrijgegeven. Voorts wijst zij op het feit dat er door deze groeperingen hoge schadevergoedingen zijn vastgesteld voor de slachtoffers van de zelfverbrandingen.

### Overigen
Amnesty International weet in september 2011 de aanhoudende reeks zelfverbrandingen aan het autoritaire en repressieve gedrag van de Chinese regering sinds de zelfverbranding van Phuntsog in maart.
Het Europees Parlement verklaarde in november 2011 "extreem bezorgd" te zijn naar aanleiding van de aanhoudende Tibetaanse zelfverbrandingen.
De Franse journalist, schrijver en wetenschapper Roger-Pol Droit stelde in februari 2012 dat Tibet "in stilte brandt".
De Franse schrijver en journalist Ursula Gauthier noemde het Kirtiklooster het "epicentrum van de beweging".
De Franse minister van buitenlandse zaken Alain Juppé betreurde in februari 2012 tegenover de Assemblée nationale de gang van zaken. Ze sprak van een dreigende impasse als gevolg van de Chinese onderdrukking.
Volgens de Britse journalist Jonathan Watts is in ieder geval sinds 2008 de relatie tussen de Tibetanen en de Han aanzienlijk verslechterd.
Hillary Clinton sprak op 10 november 2011 haar ongerustheid uit over de zelfverbrandingen. Victoria Nuland noemde de zelfverbrandingsacties "een uiting van enorme frustratie en ontevredenheid vanwege de inperking van de mensenrechten en godsdienstvrijheid in China."
De Taiwanese politicus Tsai Ing-wen verklaarde in februari 2012, nadat ze tijdens een ontmoeting met Dawa Tsering een verslag van de toenemende zelfverbrandingen had gekregen, een "gebroken hart" te hebben. Ze riep president Ma Ying-jeou op om met de Chinese autoriteiten te gaan overleggen.
In november 2011 riepen Amnesty International en Human Rights Watch de Chinese regering op de precieze oorzaak van de ontevredenheid die aan de aanhoudende zelfverbrandingen ten grondslag lag te achterhalen en te bestrijden. Ze schrijven de incidenten toe aan het inperken door de Chinese regering van de vrijheid van de Tibetanen en de maatregelen die aan de Tibetaanse kloosters in de streek zijn opgelegd.
Le Monde berichtte in februari 2012 dat de zelfverbrandingen zowel uitingen van wanhoop als verzetsdaden konden zijn.

## Manifestaties/steunbetuigingen
De G20-top in Cannes, die werd gehouden in november 2011, werd aan het begin verstoord door een groep Tibetaanse activisten. Zeven van hen werden gearresteerd, onder wie de monnik Thupten Wangchen. De rechtstreekse aanleiding was de zelfverbranding van Choetso.
Op 8 februari 2012 verzamelden in de Nepalese hoofdstad Kathmandu vele Tibetanen in ballingschap zich voor de Bouddhanath-tempel. Naar aanleiding hiervan werden er door de Nepalese autoriteiten extra veiligheidstroepen ingezet, om nieuwe Tibetaanse zelfverbrandingen te voorkomen.
Toen Xi Jinping in februari 2012 een omstreden bezoek bracht aan de Verenigde Staten, hingen Tibetaanse activisten in Washington vlak voor zijn aankomst een spandoek met het opschrift Tibet will be Free op aan een brug. Zij werden gearresteerd. Diezelfde dag protesteerden bij het Witte Huis - waar Jinping op dat moment werd ontvangen - enkele honderden activisten tegen de onderdrukking van Tibet.
Op 1 mei 2012 vroegen in Ngaba 200 Tibetaanse vrouwen bij het Chinese regeringskantoor om de vrijlating van enkele Tibetanen die twee weken eerder in het dorp Adhue waren gearresteerd. Boeren uit Adhue en omgeving begonnen op 10 mei een boycotactie, uit solidariteit met de Tibetaanse zelfverbranders en politieke gevangenen en uit protest tegen de Chinese regering.
In juni 2012 maakte de in Bern wonende Tibetaanse zanger en musicus Loten Namling een voettocht naar Genève terwijl hij een doodskist meesleepte. Hij deed dit om meer algemene aandacht voor de situatie in en rondom Tibet te krijgen.

## Analyses
De Franse tibetologe en etnologe Katia Buffetrille bracht de terughoudende en discrete opstelling van de internationale gemeenschap ten aanzien van de zelfverbrandingen in Tibet rechtstreeks in verband met China als opkomende economische macht, waarin de markten voor alles gaan.
Journalist Dibyesh Anand sprak in oktober 2011 in The Guardian de pessimistische verwachting uit dat de internationale media snel de aandacht voor de zelfverbrandingen zouden verliezen en dat de acties op den duur ook niet veel zouden opleveren voor de Tibetanen, aangezien China niet op deze manier onder druk gezet zou kunnen worden.